# 기타아키쓰촌
기타아키쓰촌(北秋津村)은 사이타마현 이루마군에 설치되었던 촌이다. 현재의 도코로자와시 남부에 해당한다.